# Tylophora coilolepis
Tylophora coilolepis är en oleanderväxtart som beskrevs av Rudolf Schlechter. Tylophora coilolepis ingår i släktet Tylophora och familjen oleanderväxter. Inga underarter finns listade i Catalogue of Life.